# Кірюшкино (Бугурусланський район)
Кірю́шкино (рос. Кирюшкино) — село у складі Бугурусланського району Оренбурзької області, Росія.

## Населення
Населення — 713 осіб (2010; 838 у 2002).
Національний склад (станом на 2002 рік):
- мордва — 60 %
- росіяни — 30 %